# Салемово
Салемово (енгл. 'Salem's Lot) хорор је роман из 1975. године, америчког аутора Стивена Кинга. Други је његов објављени роман. Прича се врти око писца по имену Бен Мирс који се враћа у град Салемово, где је живео од пете до девете године, где открива да међу становницима постоје вампири. Номинован је за Светску награду за фантастику и награду Локус.
У два одвојена интервјуа 1980-их, Кинг је рекао да му је, од свих својих књига, Салемово омиљена. У интервјуу за Playboy из јуна 1983, интервјуер је питао да ли је у плану наставак романа, пошто је Кингов омиљени, на шта је добио одговор да је серијал Мрачна кула већ наставио нарацију романима Мрачна кула V: Вукови Кале и Мрачна кула VI: Сузанина песма, а тиме је осећао да нема потребе за наставком. Године 1987. за часопис The Highway Patrolman рекао је: „На неки начин то је моја омиљена прича, углавном због онога што говори о малим градовима. Они су тренутно на неки начин умирући организам. Имам посебно хладно место у срцу за њега!”
Роман је адаптиран у дводелну мини-серију из 1979. коју је режирао Тоб Хупер и телевизијску мини-серију из 2004. у режији Микаела Саломона. Дугометражни филм је у изради.
Књига је посвећена Кинговој ћерки, Наоми.

## Радња
Салемово је мали град у Новој Енглеској окован силама мрака, град који постоји само у пишчевој машти. Као и у многим другим таквим градовима — који имају своју мрачну прошлост — и у њему међу мештанима колају тајни трачеви, дешавају се необичне ствари и живи уобичајени број пијаница и чудака, али и покоји нормалан становник. Бен Мирс, писац скромних успеха, враћа се у Салемово, град у којем је као дечак провео неколико година, како би написао роман и ослободио се страхова који га прогоне од детињства. У кући за коју Бена вежу језиве успомене сада живи нови станар, човек који изазива сумњу када клупко мистериозних догађаја почиње да се одмотава: дечак је нестао, пас је брутално убијен... Ускоро ће се изненађење претворити у збуњеност, збуњеност у конфузију, а напослетку у ужас... У свету којем не важе уобичајена правила и у којем је све могуће.